# Kaiser-Wilhelm-Gedächtnis-Friedhof
Der evangelische Kaiser-Wilhelm-Gedächtnis-Friedhof im Berliner Ortsteil Westend des Bezirks Charlottenburg-Wilmersdorf ist ein seit 1896 bestehender Alleequartierfriedhof mit einer Größe von 3,7 Hektar. Der Friedhof steht als Gesamtanlage unter Denkmalschutz.
Der Friedhof befindet sich am Fürstenbrunner Weg in direkter Nachbarschaft zum Luisenfriedhof III und ist mit diesem durch zwei Wege verbunden.

## Geschichte

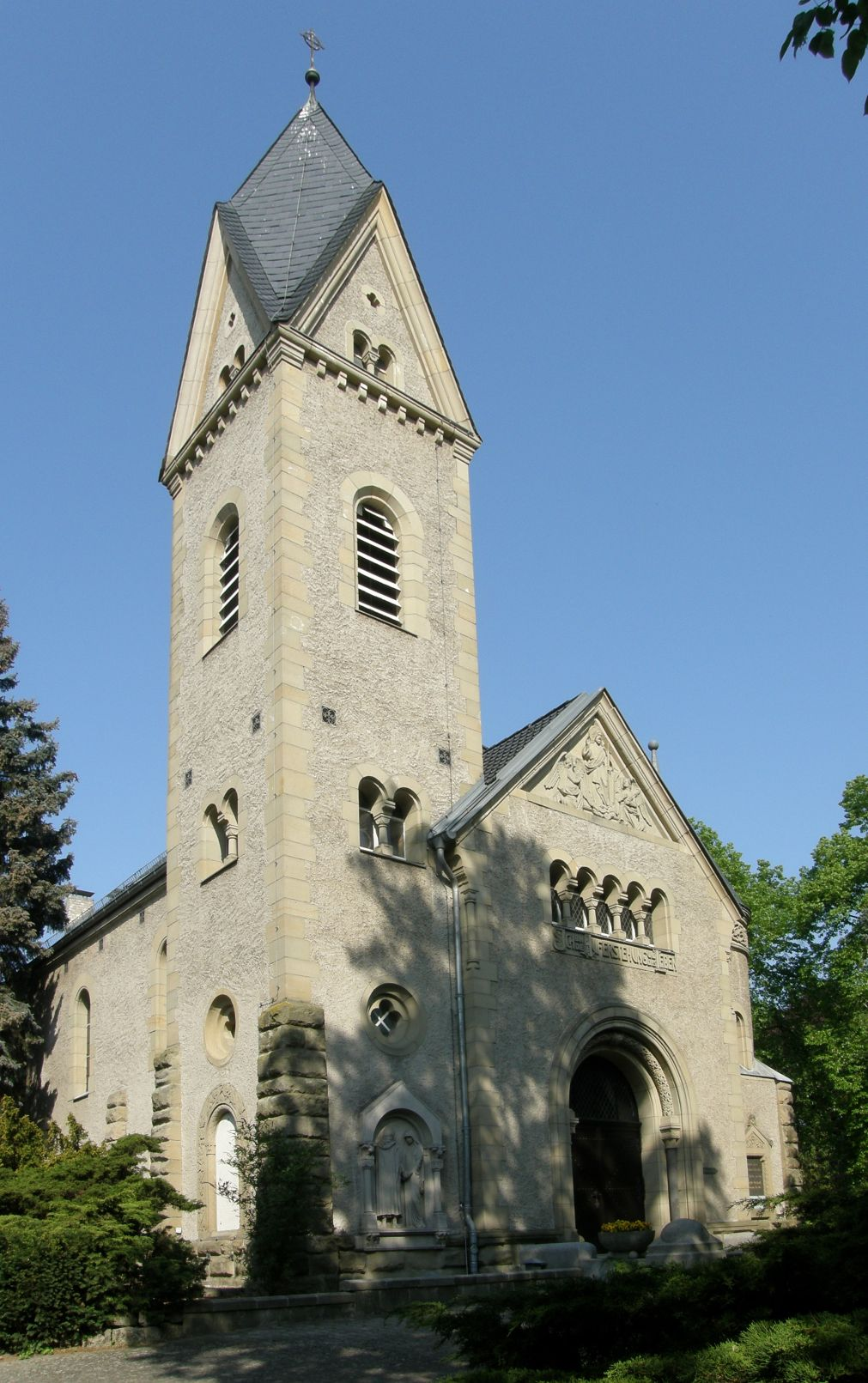
Friedhofskapelle

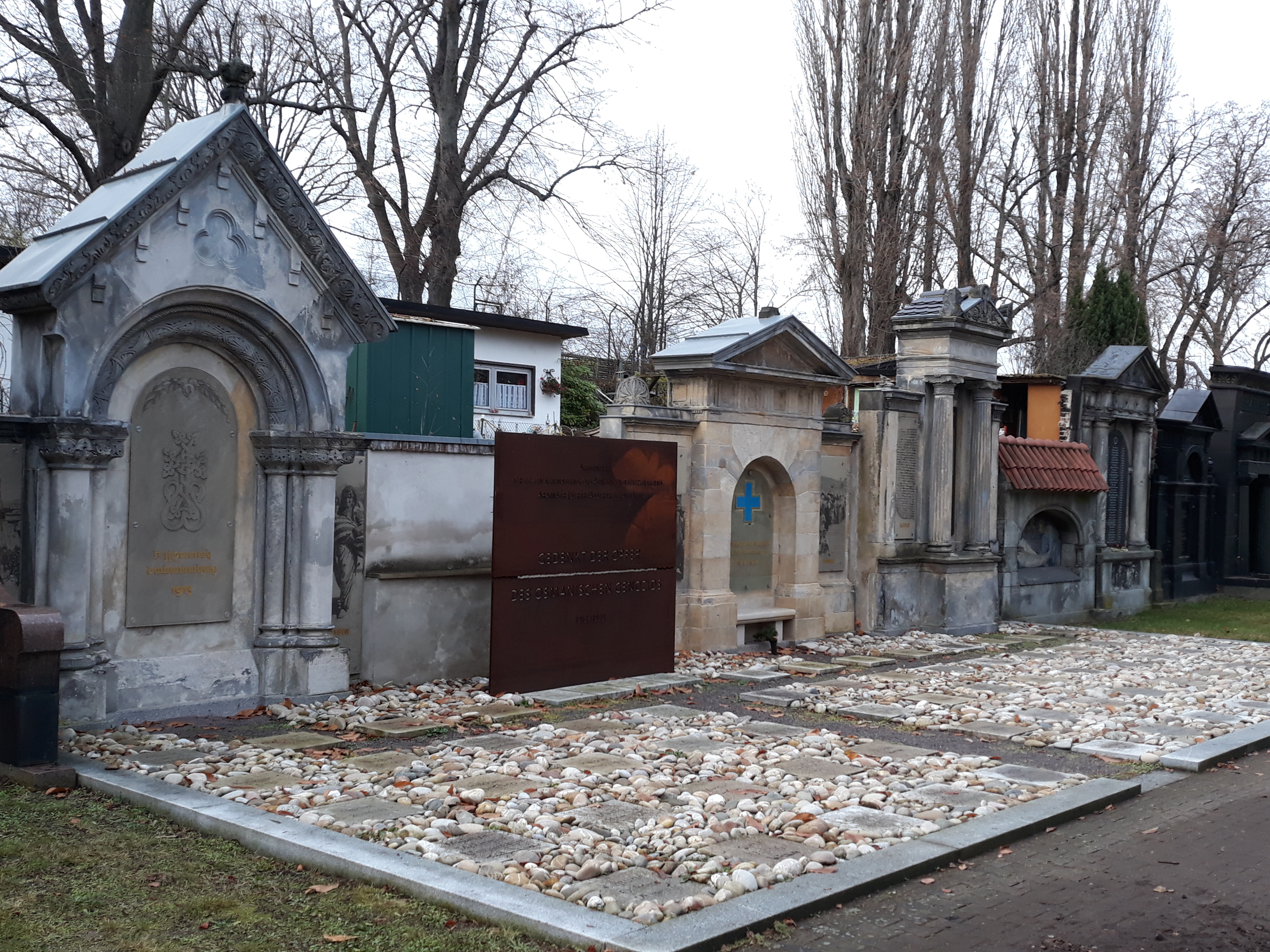
Gedenkstätte für Genozidopfer: von links nach rechts das Haus der Armenier, das Haus der Griechen aus Kleinasien, Pontos und Ostthrakien (mit blauem Kreuz) und das Haus der Aramäer, Syrer und Chaldäer, im Vordergrund Steinplatten mit Städtenamen

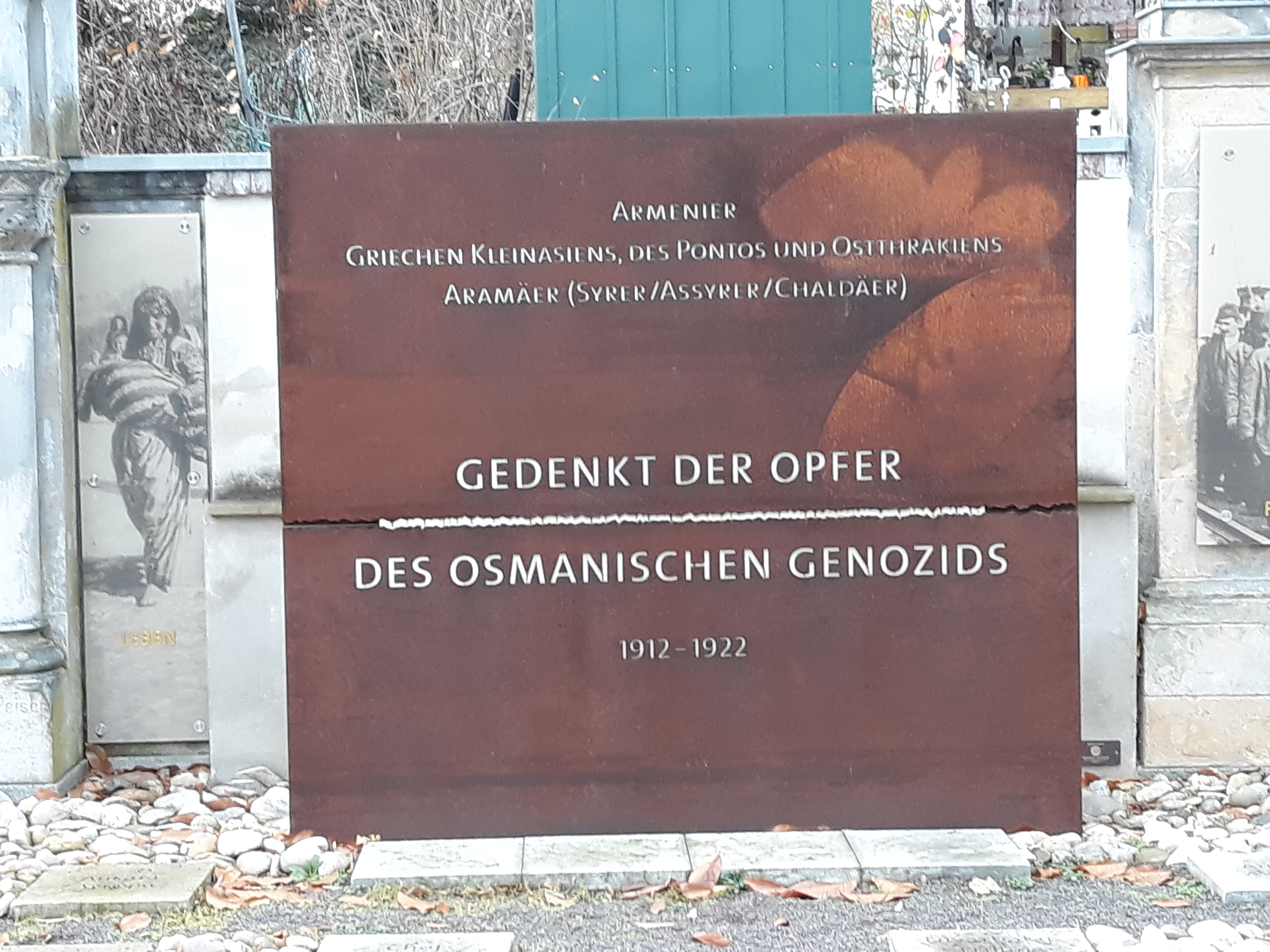
Gedenktafel

Die evangelische Kaiser-Wilhelm-Gedächtnis-Gemeinde entstand 1896 aufgrund der wachsenden Bevölkerungszahl im Berliner Westen. Ein Teil der Luisengemeinde ging in der neuen Gemeinde auf. Die Luisengemeinde schenkte der Kaiser-Wilhelm-Gedächtnis-Gemeinde eine 4,7 Hektar große Fläche zur Anlage eines eigenen Friedhofs, das direkt nördlich an den Luisenfriedhof III anschloss.
Der Friedhof wurde wie der benachbarte Luisenfriedhof als Alleequartierfriedhof angelegt. Für die Alleen wurden Linden und Ahorne gepflanzt. Die Einweihung des Friedhofes fand mit dem ersten Begräbnis am 25. Juli 1896 statt. Er übernahm mit diesem Datum die Funktion als Begräbnisplatz des Bildungsbürgertums, das sich Ende des 19. Jahrhunderts rund um den Kurfürstendamm im sogenannten Neuen Westen niedergelassen hatte. Das Repräsentationsbedürfnis über den Tod hinaus war zu dieser Zeit besonders ausgeprägt und führte noch zu Lebzeiten zu erheblichen Investitionen in Grabstellen und deren Ausgestaltung.
1903 ließ sich die Gemeinde eine Friedhofskapelle errichten. Bis dahin nutzte sie die Anlagen auf dem Luisenfriedhof III. Zur Ausführung kam ein Entwurf des Stadtbaurats Otto Hetzel (eine teilweise in der Literatur zu findende Autorenschaft Schwechtens ist nicht zutreffend). Hetzel entwarf die Kapelle in romanischen Stilformen, wobei schmückende Schriftelemente Züge des Jugendstils aufweisen. Die Einweihung der Kapelle erfolgte am 27. September 1903.
Einzigartig unter den Kapellen auf Berliner Friedhöfen ist die Einrichtung einer Gruftanlage. 16 vom Kellergeschoss aus zugängliche Grüfte in Größen zwischen 10 und 25 m² wurden angelegt, deren Verkauf zur Finanzierung der Kapelle dienen sollte.
Im Zweiten Weltkrieg wurde die Kapelle stark beschädigt. An einigen Erbbegräbnisstätten befinden sich noch heute deutliche Beschussspuren aus dieser Zeit. Die Kapelle wurde 1952/1953 wieder aufgebaut und 1978 umfangreich renoviert.
Seit 2015 befindet sich auf dem Friedhof in vier ehemaligen Erbbegräbnissen eine Gedenkstätte für Genozidopfer im Osmanischen Reich, die an im Osmanischen Reich verfolgte und vertriebene Armenier, Griechen aus Kleinasien, Pontos und Ostthrakien sowie Aramäer, Assyrer und Chaldäer erinnert.

## Kunsthistorische bedeutsame Gräber

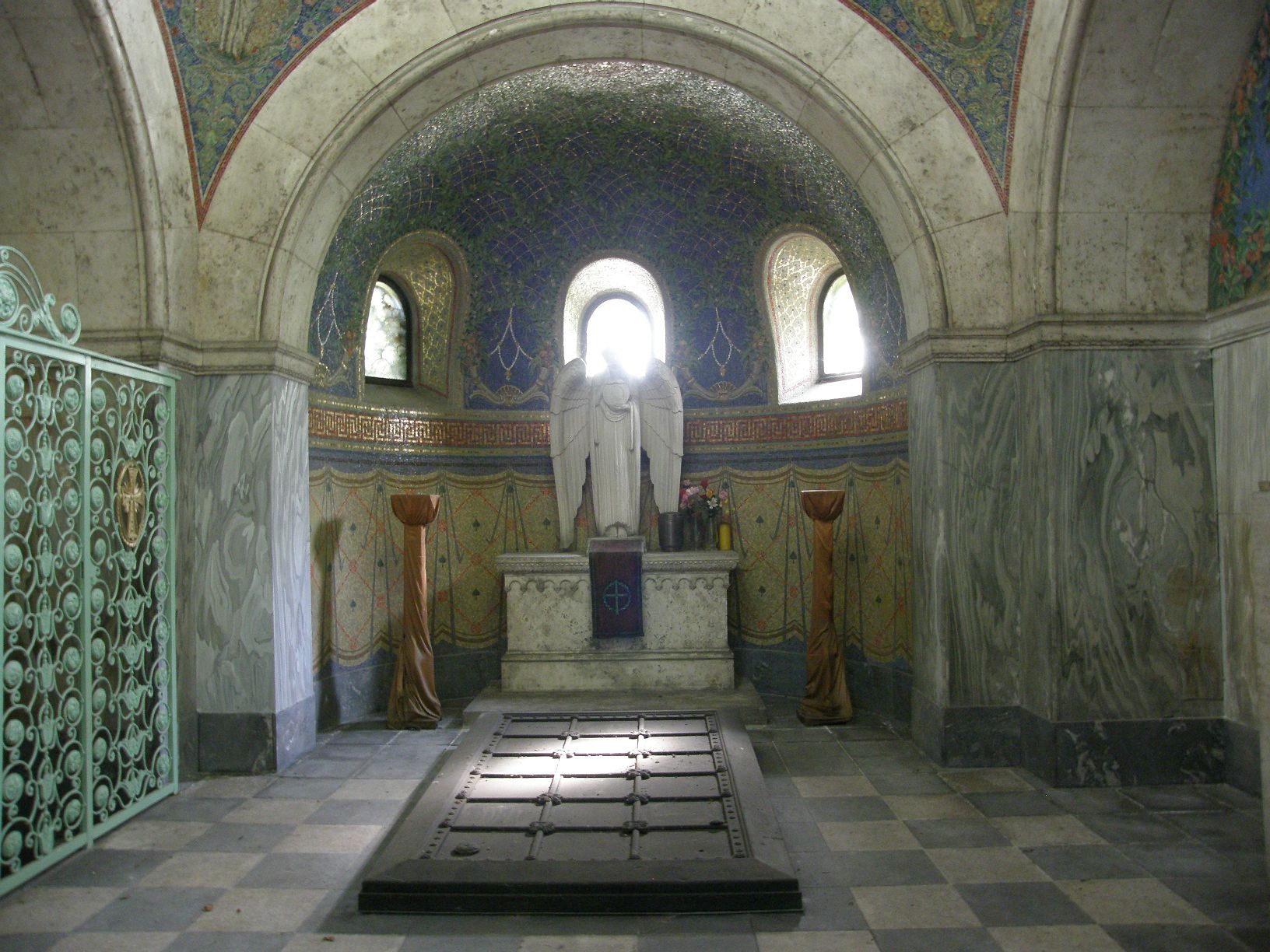
Innenraum des Mausoleums Lemm

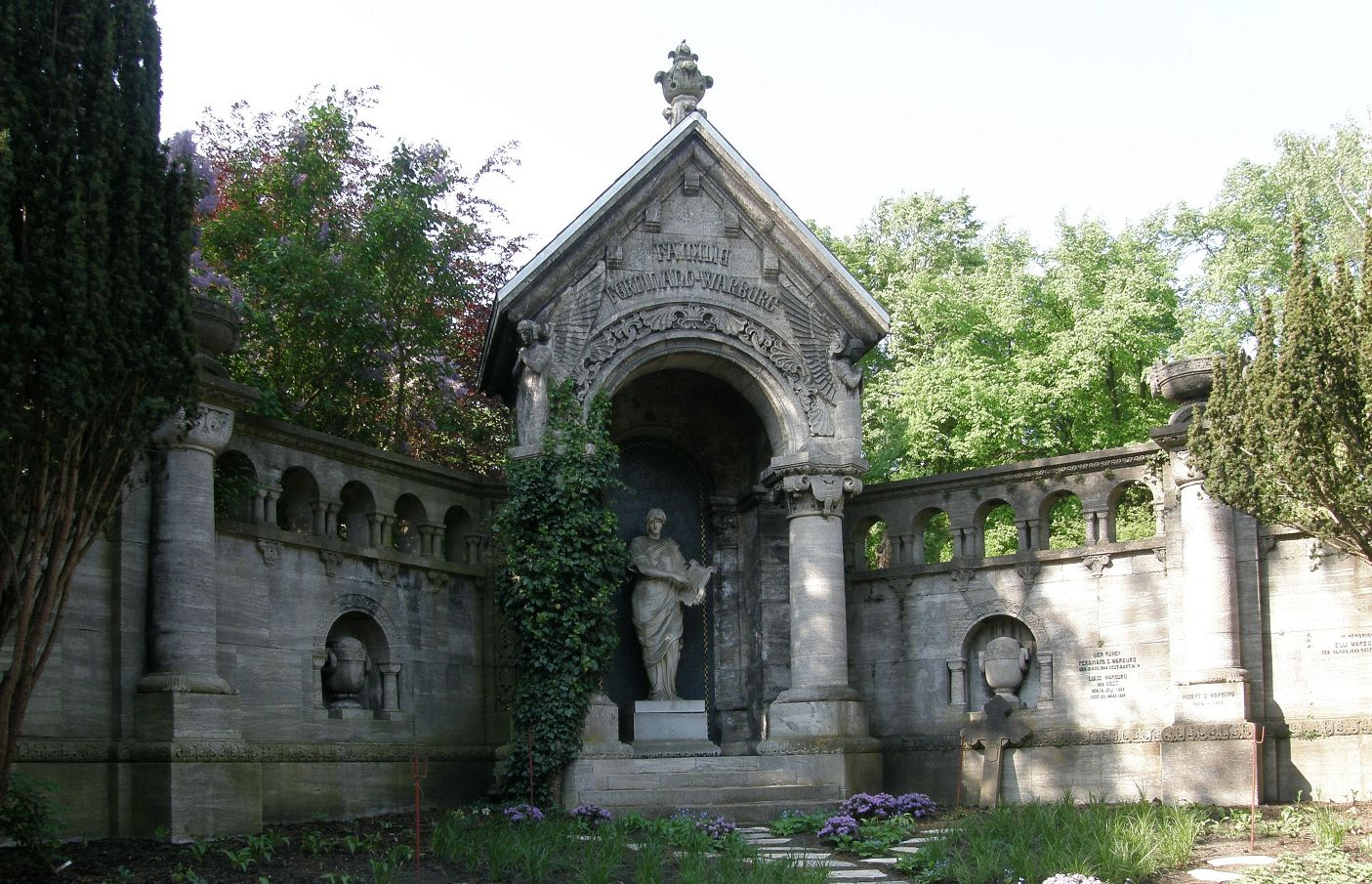
Erbbegräbnis Warburg

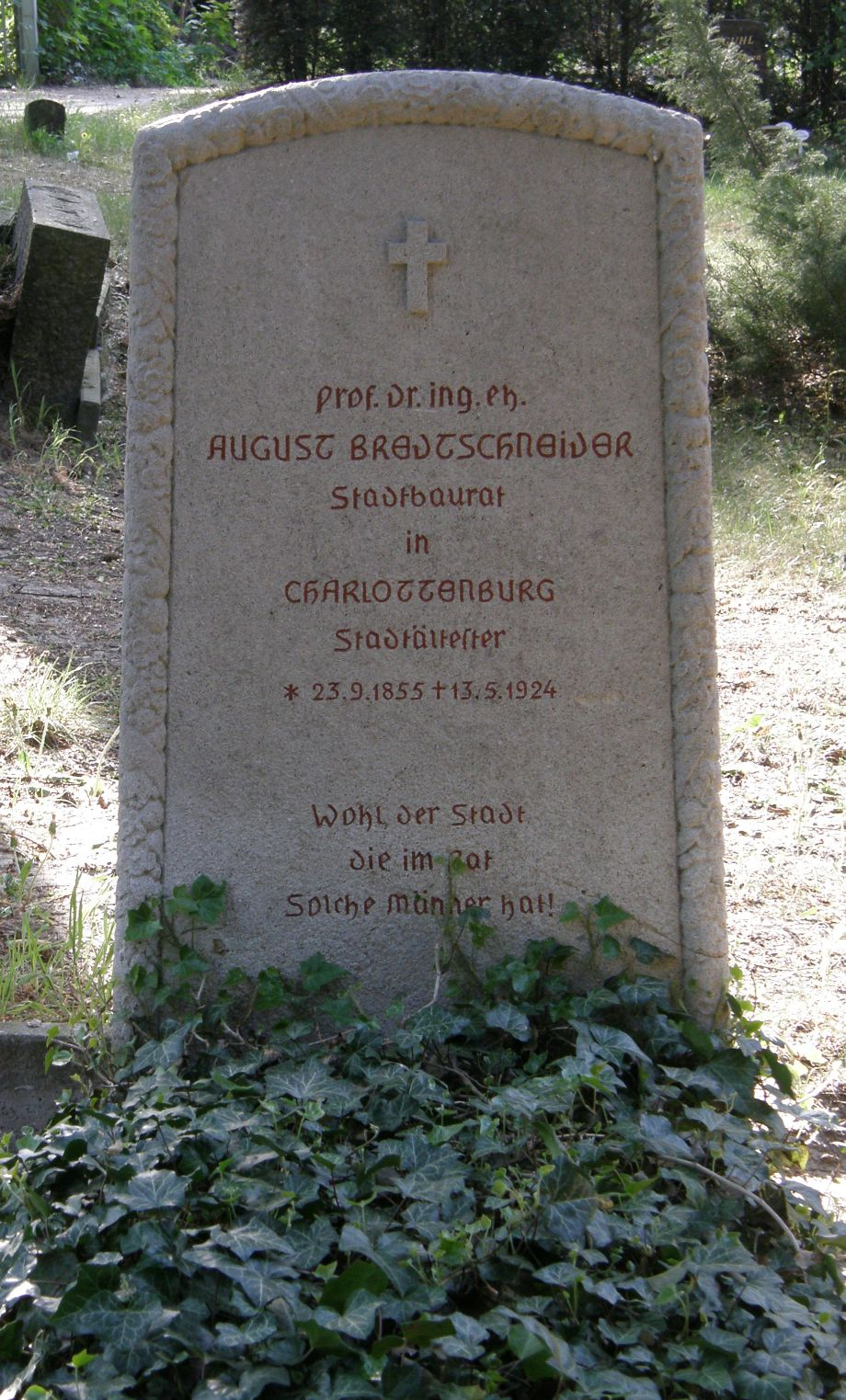
Grab August Bredtschneider

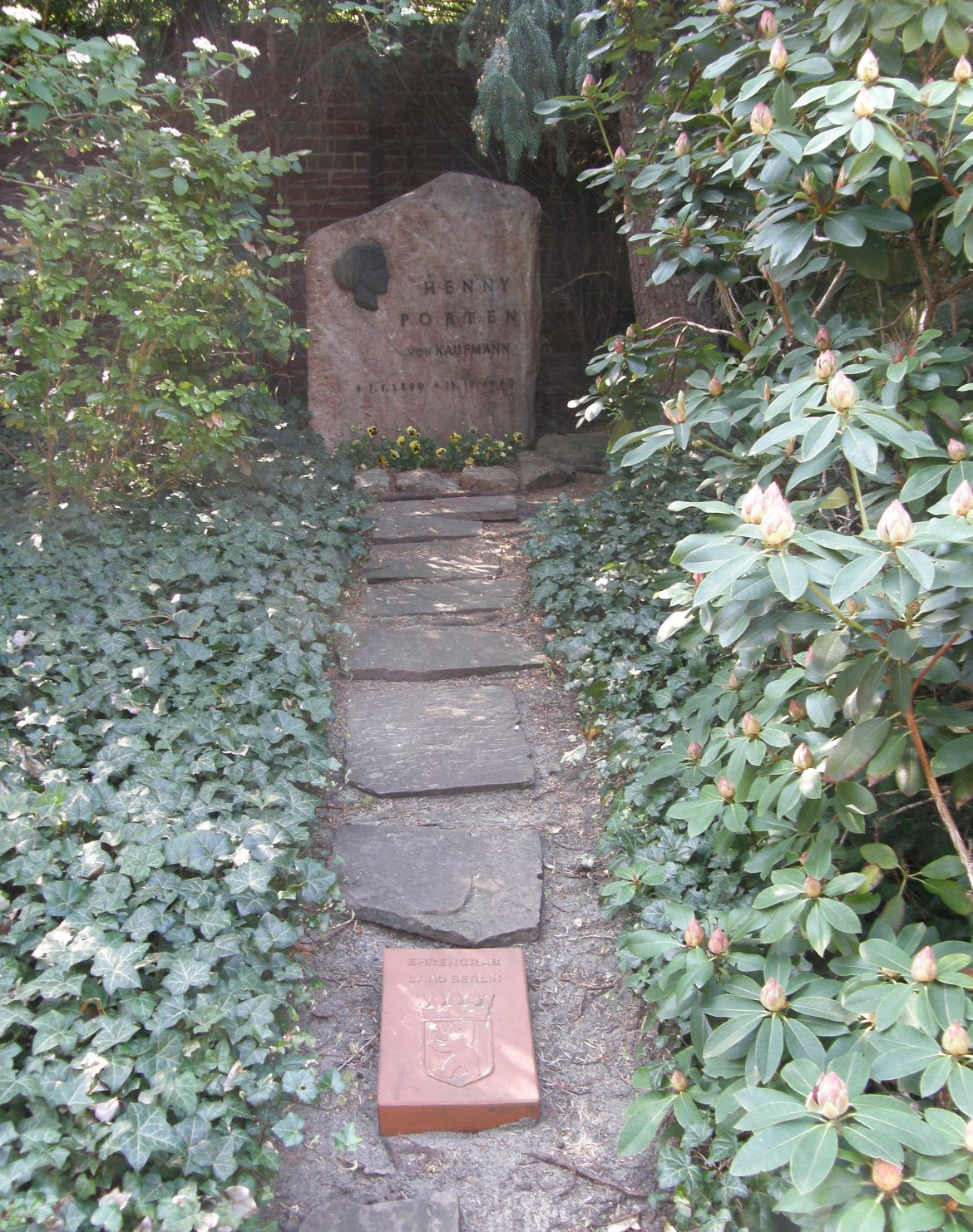
Grab Henny Porten

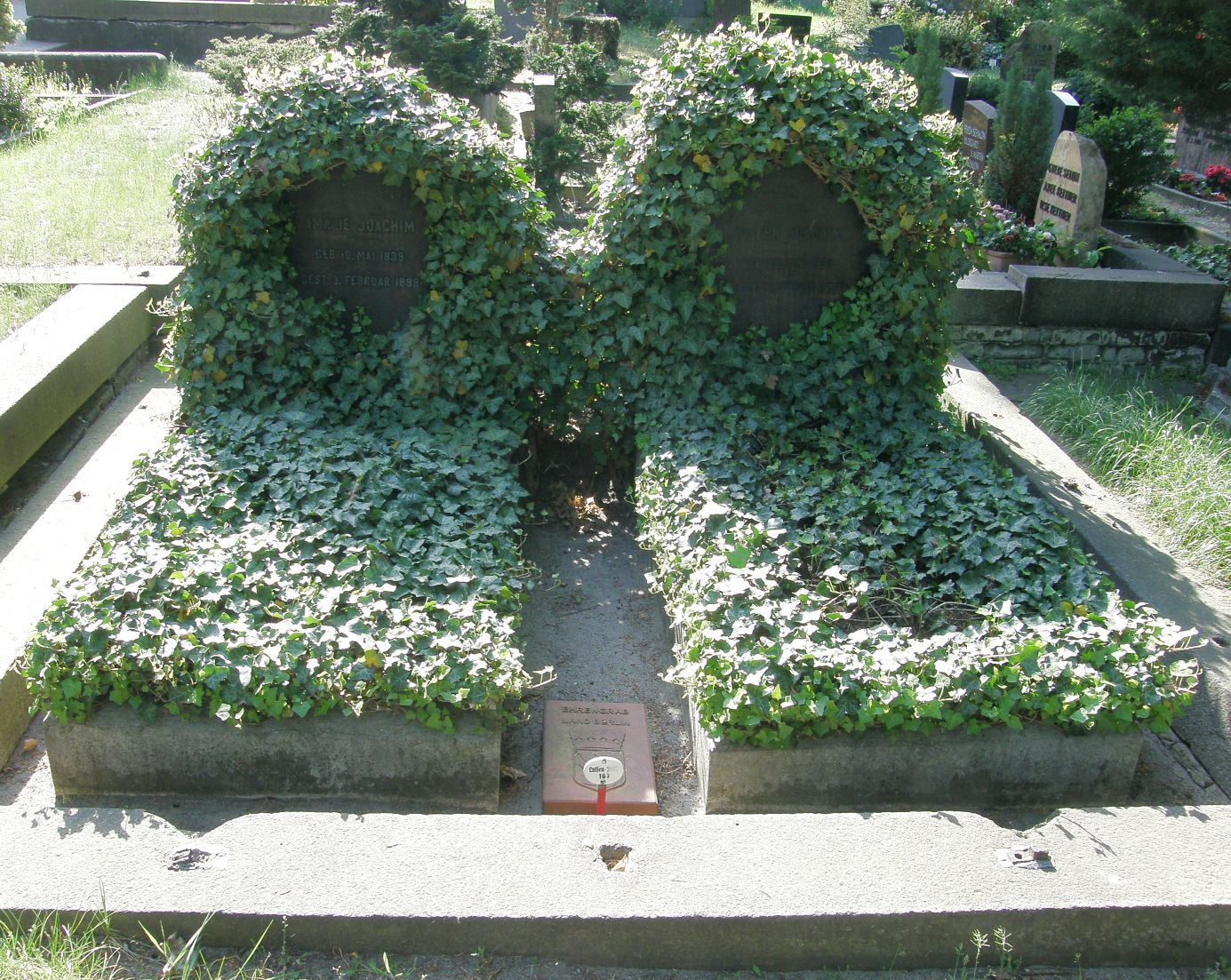
Grab Amalie und Joseph Joachim

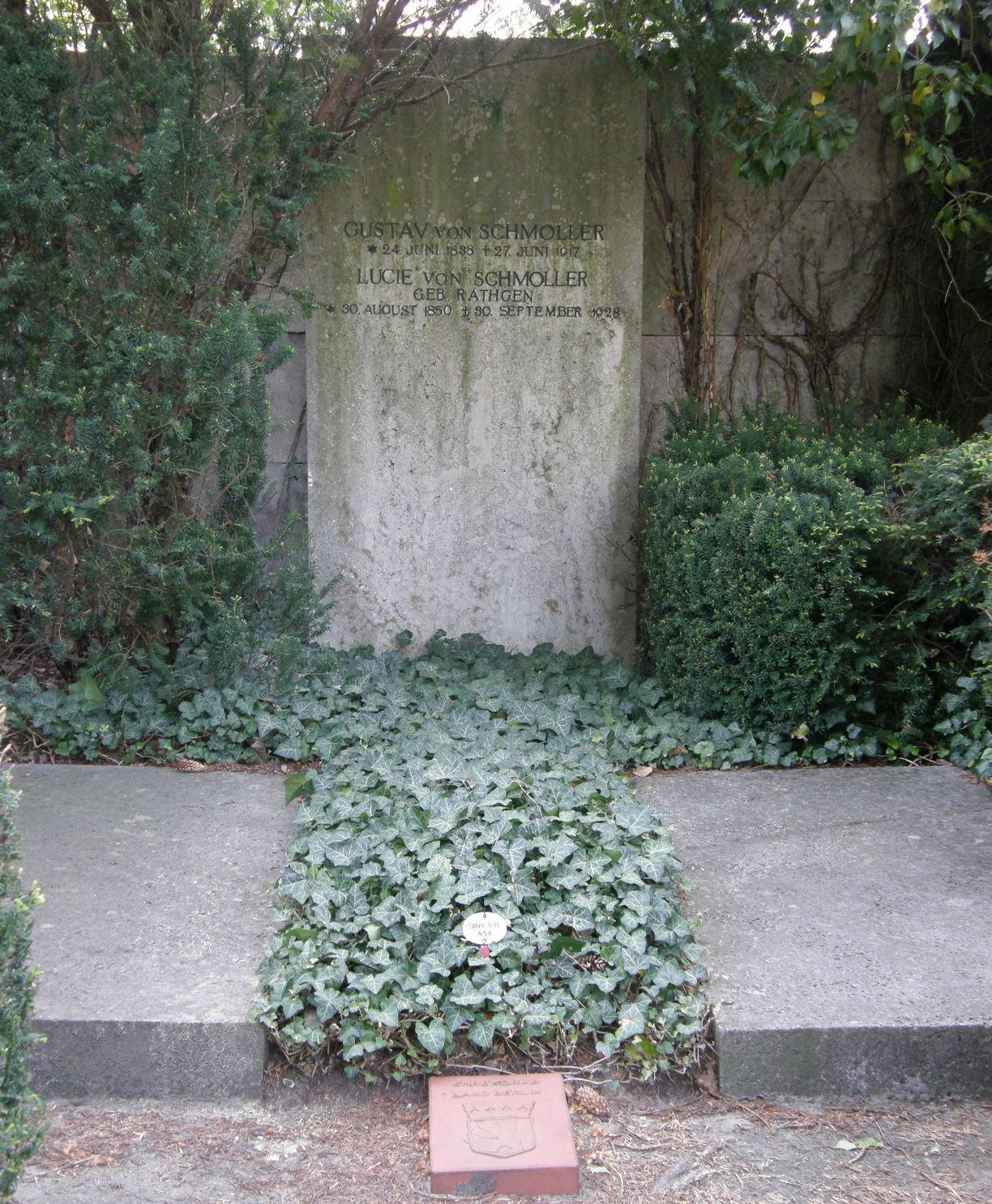
Grab von Schmoller

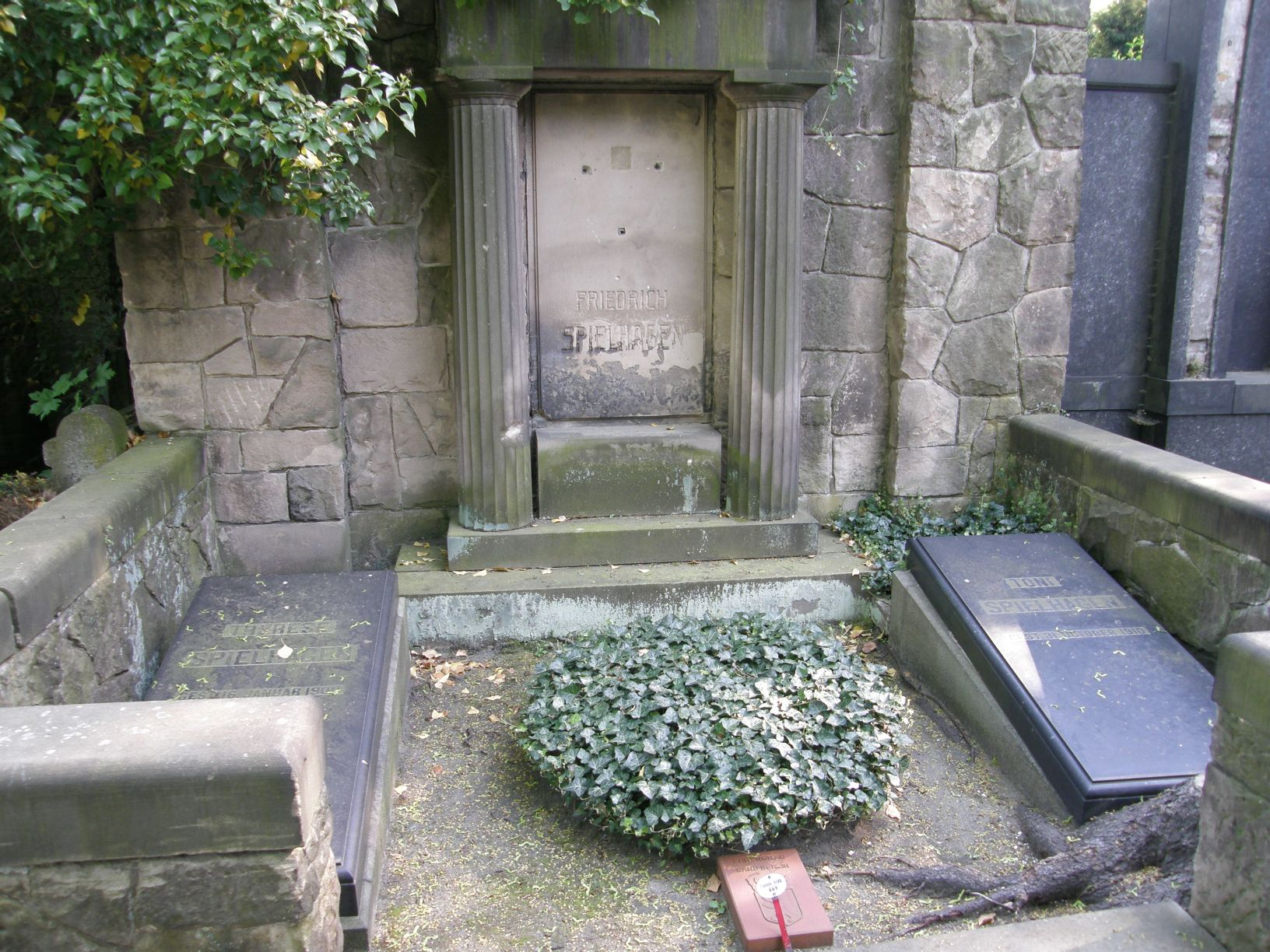
Grab Spielhagen

### Mausoleum Lemm
In den 1910er Jahren hat sich der Schuhcreme-Fabrikant Otto Lemm in der Nordostecke des Friedhofs ein extrem prunkvolles Mausoleum errichten lassen. Der Architekt Max Werner entwarf, passend zur Kapelle, einen romanischen Bau auf der Grundform eines Griechischen Kreuzes. Im 42 m² großen Innenraum ist ein Großteil der Wände und Decken mit Mosaiken, gefertigt von der Firma Puhl & Wagner, ausgekleidet. Ein großes Mosaik über dem Zugang zur Gruft zeigt das Ehepaar Lemm auf einer Bank sitzend, ein anderes deren Villa in Gatow. Gegenüber dem Eingang befindet sich in einer Apsis ein Altar, der mit einer Engelsskulptur geschmückt ist.

### Grab Warburg
In der Nähe der Kapelle ließ 1914 der Firmenbesitzer Ferdinand Warburg in der Ecke einer West- und Südwand ein monumentales Erbbegräbnis errichten. Allein die Kosten für den Erwerb des Begräbnisplatzes betrugen mehr als das Zehnfache des Jahresverdiensts eines Arbeiters zu dieser Zeit.
Der Stil der Anlage nimmt ebenfalls die romanischen Formen der Kapelle auf. Im Winkel der Wände steht diagonal ein ädikulaartiges reich verziertes Scheinportal, zu dem eine kleine Freitreppe hinaufführt. Der Himmel, der den Verstorbenen hinter dem Portal erwarten soll, ist durch blaues Glasmosaik mit goldenem Rahmen dargestellt. Im Portal steht eine von Hans Dammann geschaffene Marmorskulptur einer antikisierend gekleideten Trauernden mit Lyra. Die erste Version dieser Skulptur musste komplett ersetzt werden, weil Warburg eine Marmorader im Gesicht der Skulptur missfiel.

## Beigesetzte Persönlichkeiten

### Ehrengräber
nach der Liste der Ehrengrabstätten des Landes Berlin (Stand November 2018)
- August Bredtschneider (1855–1924), Architekt, Stadtbaurat und Stadtältester
- Anna von Gierke (1874–1943), Sozialpolitikerin
- Otto von Gierke (1841–1921), Jurist und Rechtshistoriker, Rektor der Berliner Universität
- Joseph Joachim (1831–1907), Geigenvirtuose und Komponist
- Carl Mittag (1852–1922), Politiker und Stadtältester
- Henny Porten (1890–1960), Filmschauspielerin
- John Rabe (1882–1950), Kaufmann, Leiter der Siemens-Niederlassung in Shanghai, der „Oskar Schindler Chinas“
- Gustav von Schmoller (1838–1917), Nationalökonom, Sozialwissenschaftler und Historiker
- Friedrich Spielhagen (1829–1911), Schriftsteller und Erzähler

### Weitere erhaltene Grabstätten
- Friedrich Bär (1908–1992), Chemiker, Mediziner und Hochschullehrer
- Franz Betz (1835–1900), Kammersänger
- Friedrich-Wilhelm von Chappuis (1886–1942), General der Infanterie
- Alfred Dührssen (1862–1933), Gynäkologe, Hochschullehrer
- Lia Eibenschütz (1899–1985), Schauspielerin
- Theodor Wilhelm Engelmann (1843–1909), Physiologe, Biologe, Zoologe, Hochschullehrer
- Robert Friedberg (1851–1920), Jurist, Politiker und Hochschullehrer
- Hildegard von Gierke (1880–1966), Sozialpädagogin
- Karl Grüßer (1880–1945), Bäcker und Konditor
- Adolf Heyden (1838–1902), Architekt
- Felix O. Höring (1902–1984), Arzt
- Albert Hoffa (1859–1907), Chirurg, Orthopäde, Hochschullehrer
- Amalie Joachim (1839–1899), Hofopernsängerin
- Richard von Kaufmann (1849–1908), Nationalökonom, Archäologe
- Wilhelm von Kaufmann (1888–1959), Arzt, Filmproduzent, Sohn von Richard von Kaufmann
- Fedor Krause (1857–1937), Neurochirurg, Hochschullehrer
- Otto Lemm (1867–1920), Fabrikant
- Oskar Liebreich (1839–1908), Pharmakologe, Hochschullehrer
- Alexander Merensky (1837–1918), Missionar
- Ernst Wolf Mommsen (1910–1979), Jurist, Industrieller
- Ferdinand Perels (1836–1903), Jurist, Seerechtler, Hochschullehrer
- Robert Pilger (1876–1953), Botaniker, Direktor des Botanischen Gartens Berlin
- Heinrich Reimann (1850–1906), Musikwissenschaftler, Komponist, Organist
- Walter Rheiner (1895–1925), Schriftsteller
- Dietmar Riegel (1940–2013), Physiker
- Eduard Sachau (1845–1930), Orientalist, Hochschullehrer
- Friedrich Stephan (1822–1904), Bankier, Politiker, Mitglied des Reichstags
- Kurt Vespermann (1887–1957), Schauspieler
- Paul Wentzcke (1879–1960), Historiker, Archivar, Hochschullehrer, Museumsdirektor
- Erich Wernicke (1859–1928), Immunologe, Mikrobiologe, Hygieniker

### Nicht erhaltene Grabstätten
- Lissy Arna (1900–1964), Schauspielerin
- Fritz Arnheim (1866–1922), Historiker
- Friedrich Barnewitz (1889–1948), Archivar, Heimatforscher
- Robert Behla (1850–1921), Mediziner
- Albert Bielschowsky (1847–1902), Literaturwissenschaftler
- Hermann von Chappuis (1855–1925), Verwaltungsjurist
- Celeste Chop-Groenevelt (1875–1958), Pianistin
- Max Chop (1862–1929), Musikschriftsteller, Gatte von Celeste Chop-Groenevelt
- Franz Diener (1901–1969), Schwergewichtsboxer
- Jean Paul Ertel (1865–1933), Komponist
- Woldemar Friedrich (1846–1910), Maler und Illustrator
- Hugo Garnich (1874–1926), Baubeamter und Politiker
- Alfred Goldscheider (1858–1935), Mediziner, Hochschullehrer
- Paul Christian Henrici (1816–1899), Jurist, Senatspräsident am Reichsgericht, Mitglied des Preußischen Herrenhauses
- Günther von Hertzberg (1855–1937), Landrat. Polizeipräsident
- Karl von Hofmann (1827–1910), Politiker, Ministerpräsident im Großherzogtum Hessen, Präsident des Reichskanzleramts
- Otto Hirschfeld (1843–1922), Historiker, Epigraphiker
- Elise von Hohenhausen (1812–1899), Schriftstellerin und Salonnière
- Friedrich von Ilberg (1858–1916), Generalarzt, Leibarzt von Kaiser Wilhelm II.
- Otto von Kameke (1826–1899), Kunstmaler, Offizier, Ehrenritter des Johanniterordens
- Wilhelm Koch (1863–1942), Verwaltungsjurist, Ministerialbeamter
- Ferdinand von Martitz (1839–1921), Rechtswissenschaftler, Hochschullehrer
- Karl Theodor Reinhold (1849–1901), Volks- und Staatswissenschaftler, Politiker, Hochschullehrer, Mitglied des Preußischen Abgeordnetenhauses und des Reichstags
- Heinrich Ritthausen (1826–1912), Agrikulturchemiker, Hochschullehrer
- Carl Röchling (1855–1920), Maler, Illustrator
- Joseph Scheurenberg (1846–1914), Maler
- Otto von Schimmelpfennig (1838–1912), Schauspieler, Theaterintendant
- Johannes Schmidt (1843–1901), Sprachwissenschaftler, Hochschullehrer
- Emil Thomas (1836–1904), Schauspieler, Theaterdirektor
- Christoph von Tiedemann (1836–1907), Verwaltungsjurist, Politiker, Leiter der Reichskanzlei, Mitglied des Preußischen Abgeordnetenhauses und des Reichstags
- Adolf Tobler (1835–1910), Romanist, Hochschullehrer
- Wilhelm Wille (1877–1929), Architekt, Baubeamter